# Mohamed Al-Jawad
Mohamed Abed Al-Jawad (arab. ‏محمد عبد الجواد‎; ur. 28 listopada 1962 w Dżuddzie) – saudyjski piłkarz grający na pozycji obrońcy, reprezentant kraju.

## Kariera klubowa
Karierę piłkarską rozpoczął w 1980 w klubie Al-Ahli Dżudda. Grał w nim przez piętnaście lat. W 1995 zakończył karierę piłkarską.

## Kariera reprezentacyjna
Karierę reprezentacyjną rozpoczął w 1980. W 1994 został powołany na MŚ 1994. W tym samym roku zakończył karierę reprezentacyjną, w której wystąpił w 103 spotkaniach i strzelił 4 bramki.